# 괴곡터널
괴곡터널(槐谷터널)은 호남선의 가수원역과 흑석리역 사이에 위치한 터널로, 1978년 3월 30일 호남선 대전-이리(현 익산) 구간의 복선화와 함께 개통되었다. 터널의 총 길이는 270m이다.

## 붕괴 사고
1979년 1월 12일 터널 내부 천장이 붕괴되는 사고가 발생하여 이틀간 호남선 및 전라선 상·하행선 운행이 전면 중단되었으며, 1월 14일 터널을 우회하는 단선 시절의 구선로를 임시 복구하여 철도 운행을 재개하였고, 2월 17일 아침 8시에 완전 복구, 정상 운행되었다.
원인은 지질이 고르지 않고 암반이 약한 이 지역의 특수지질에 맞는 특수공법(그라우팅)을 쓰지 않고 관행에 따라 일반 표준도에 따라 건설, 벽면 사이를 통나무로 메워 빈 틈으로 흙이 떨어져내리고 지하수가 흘러 공동이 커지면서 천장 위에 있던 바위가 무너졌기 때문인 것으로 밝혀졌다.
터널 붕괴를 사전에 발견하여 열차를 통제시킨 당시 대전보선사무소 선로원 이명훈은 1979년 2월 26일 옥조근정훈장을 수여받았다.